# Stéphane Bijoux

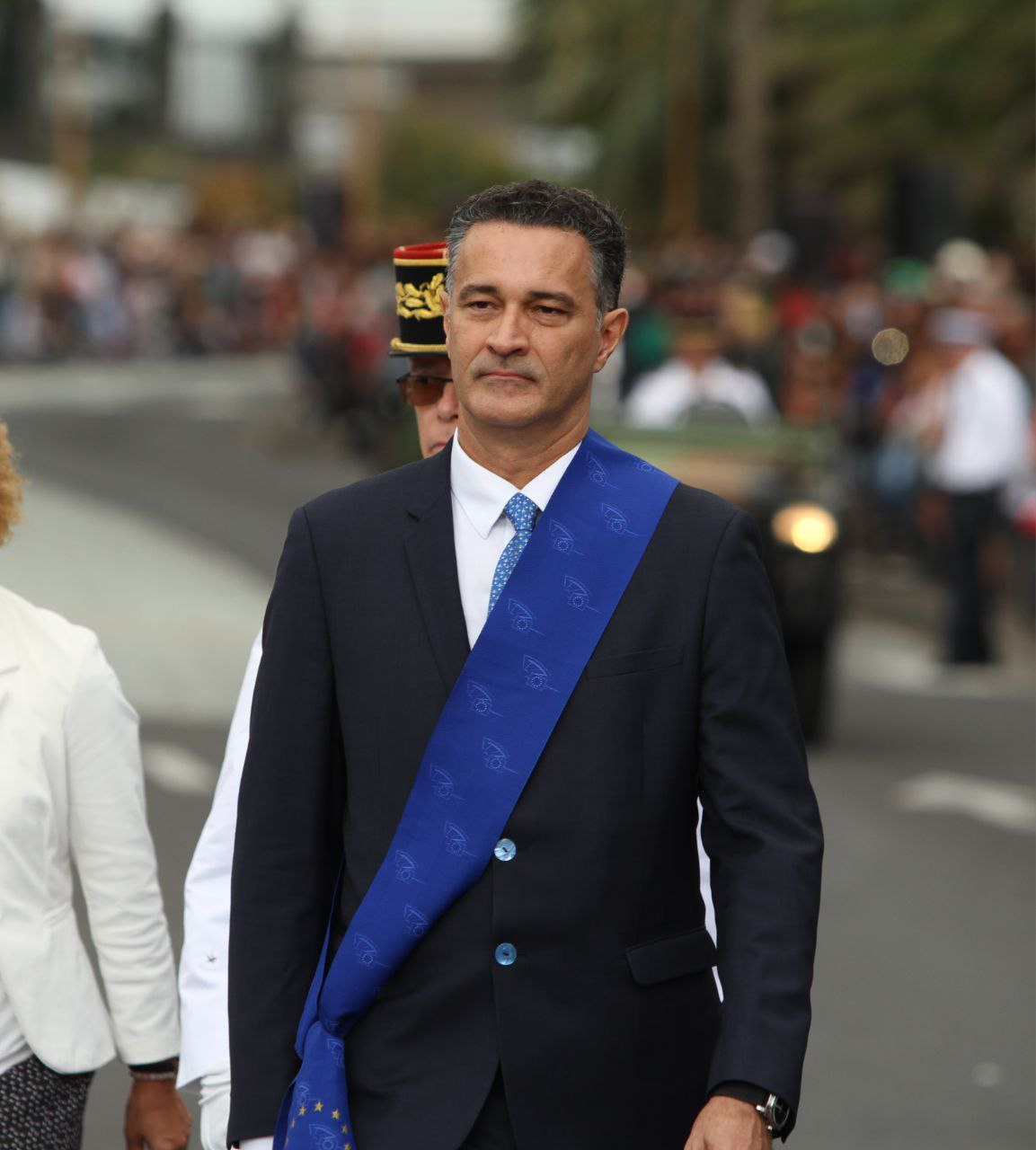
Stéphane Bijoux (2023)

Stéphane Bijoux (* 8. Oktober 1970 in Saint-Denis, La Réunion) ist ein französischer Journalist und Politiker (LREM). Seit der Europawahl 2019 ist er Mitglied des Europäischen Parlaments als Teil der Renew Europe-Fraktion.

## Leben
Stéphane Bijoux wurde am 8. Oktober 1970 in Saint-Denis, der Hauptstadt der französischen Insel La Réunion geboren. Nach seiner Schulausbildung am Collège Saint-Michel und Lycée Leconte-de-Lisle auf der Insel studierte Bijoux von 1988 bis 1991 Journalismus und Ethnologie an der Universität Bordeaux-Montaigne.
Anschließend war Bijoux in verschiedenen journalistischen Positionen tätig, vorwiegend bei France Télévisions. Unter anderem war er Leiter für Informationen bei RFO sowie Chefredakteur bei RFO Réunion. 2009 wurde er Koordinator für „Informationsvielfalt“ bei France Télévisions, des Weiteren war er als Nachrichtensprecher bei Soir 3 (France 3) tätig. 2014 wurde er Chefredakteur von France Ô und Outre-mer La 1ère.
2019 kandidierte Bijoux auf dem 10. Listenplatz für die neugegründete Partei La République En Marche! des französischen Präsidenten Emmanuel Macron bei den Europawahlen. Die Partei gewann 23 der 79 französischen Mandate, sodass Bijoux direkt einzog. Er schloss sich, genauso wie seine Parteikolleginnen und -kollegen, der umgetauften liberalen Fraktion Renew Europe an. Für die Fraktion ist Bijoux Mitglied im Ausschuss für regionale Entwicklung. Des Weiteren ist er stellvertretendes Mitglied im Entwicklungsausschuss und im Ausschuss für Beschäftigung und soziale Angelegenheiten.